# Isoperla jewetti
Isoperla jewetti är en bäcksländeart som beskrevs av Szczytko och Stewart 1976. Isoperla jewetti ingår i släktet Isoperla och familjen rovbäcksländor. Inga underarter finns listade i Catalogue of Life.